# صفة مشبهة
الصفة المشبهة هي اسم مشتق من الفعل الثلاثي اللازم للدلالة على معنى اسم الفاعل على وجه الثبوت.
مثل:
أفعل : من الالوان والعيوب: احمر ابيض اعرج
فعيل:جميل قبيح طويل.
ومنه قوله تعالى: ﴿إنه لفرح فخور﴾ [هود:10].
ملاحظه/ عليم: صيغة مبالغه في حق الله سبحانه صفة مشبهة
حكيم: صفة مشبهة (من الاصل صفة مشبهة لكن لو اتت لغير الله تكون صيغة مبالغه)